# Dohasan

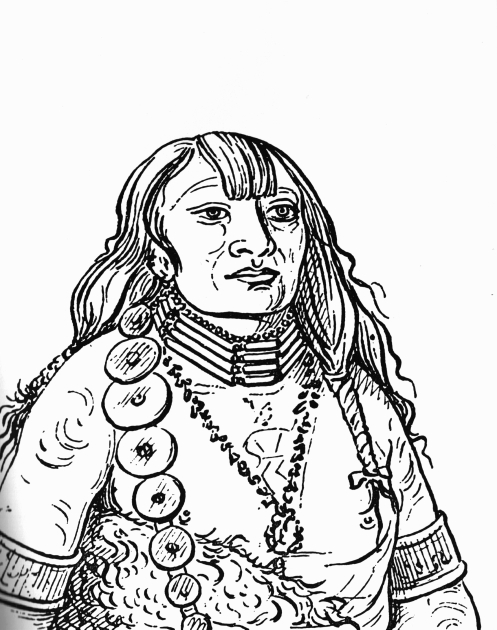
Dohasan, "en rätt fet man med ett ständigt leende på läpparna", porträtterad 1834 av George Catlin

Dohasan (”lilla berget/klippan” eller ”bergets topp”) var kiowaindian och överhövding för sin stam från 1833 eller 1834 till sin död 1866. Han tillhörde den kiowafraktion som kallades Kata (”de biter”). Man vet inte mycket om Dohasans liv före sommaren 1833, som av kiowaerna kallas ”sommaren de högg av deras huvuden”, vilket syftar på osagernas överraskningsanfall på en kiowaby. Osagerna högg av sina besegrade fienders huvuden och lade dem i kiowaernas egna koppargrytor. Byn tillhörde kiowaernas överhövding A'date (”Ömannen”) som ansågs ha handlat försumligt och avsattes. Efter en tids förhandlingar tillsattes Dohasan som ny överhövding, vilket innebär att han vid den tidpunkten måste ha varit en välmeriterad ledare med lång erfarenhet. Hans födelseår är okänt men han bör ha varit omkring 30-40 år gammal när han utsågs till ledare.
Konstnären George Catlin lyckades utverka tillstånd av USA:s krigsministerium att följa med på överste Henry Dodges expedition till Red River som utgick från Fort Gibson 21 juni 1834 och tack vare det vet vi på ett ungefär hur Dohasan såg ut (se bilden). Vad han sade om besöket vet man också:
”The American captain has spoken well today; the white men have shown themselves our friends. If a white man ever comes to my country, he shall be kindly treated; if he wants a horse, or anything that I have, he shall not pay for it; I will give him what he wants.”
Den 26 maj 1837 gjorde kiowaerna sin svarsvisit i Fort Gibson och undertecknade det första fredsavtalet mellan USA och ”The Kiowa Nation”. Avtalet, som också undertecknades av muskogee- och osagestammarna, gav USA:s medborgare rätten att färdas genom indianområden till Texas och Mexiko. Dohasan var en av de tio ledande kiowaer som undertecknade avtalet. På USA:s vägnar undertecknade general Montfort Stokes och överste Auguste Pierre Chouteau.
Indianerna underströk dock att avtalet inte innebar några förpliktelser gentemot Mexiko och Texas (som då inte hörde till USA). Texasborna bedrev nämligen sedan en tid en aggressiv indianpolitik som syftade till en etnisk rensning av Texas och detta drabbade särskilt comancherna. Även deras allierade kiowaerna betraktade texasborna som sina värsta fiender och en nation som det (till skillnad från USA) var meningslöst att skriva avtal med, eftersom ”Tejannas” var kända för att regelmässigt ha brutit varje avtal de ingått med indianerna. 
Dohasan hade redan vid tiden för överste Dodges besök påbörjat förhandlingar med en handelsman, William Bent, om byggandet av en handelsstation vid South Canadian River som komplement till den 1833 vid Arkansas River färdigställda handelsstationen Bent's Fort. Den nya handelsstationen, senare känd som Adobe Walls, blev färdig strax före 1840 och erbjöd en arena för regelbundna kontakter som Dohasan uttryckligen önskat sig. Något senare, år 1840, slöt kiowastammen och comancherna fred med cheyenner och arapahoer som de varit i krig med sedan 1826. Dohasan ledde kiowaernas förhandlare bland vilka även fanns den legendariske krigsledaren Satank. I detta sammanhang, liksom i kontakterna med USA, framstår Dohasan som en uttalad fredspolitiker.
När det gällde kontakterna med Texas var bilden en annan. Texas eftersträvade aktivt en inkorporering av New Mexico och skickade 1841 trupper mot Santa Fe. När dessa gjorde intrång på kiowaernas territorium blev de omedelbart angripna. Fem kavallerister dödades och skalperades av kiowaerna i ett snabbt anfall, varefter indianerna försvann från platsen. Förföljande texaner tvingades efter ett tag konstatera att kiowaerna inte bara uppvisade ”extraordinary horsemanship”; deras hästar var dessutom både snabbare och uthålligare än texanernas.
Trots Dohasans fredssträvanden kunde han inte hindra sin stam från att dras in i de nordamerikanska indiankrigens slutfas. Kiowaerna accepterade aldrig Texas som en legitim del av USA efter inträdet i unionen, utan fortsatte att betrakta texasborna som en annan och betydligt fientligare stam än USA. Kiowaerna skrev på nya avtal med USA men visade i handling att Texas inte omfattades av dem och på 1860-talet såg man det amerikanska inbördeskriget som en bekräftelse på sitt antagande att Texas och USA i grunden var fientligt inställda till varandra. Motsättningarna hårdnade under detta årtionde och kiowaerna befann sig snart i krig även mot USA, ett krig som i praktiken pågick till 1874.
Dohasan gick trots många besvikelser dock med på att i oktober 1865, efter inbördeskrigets slut, skriva på ännu ett fredsavtal med USA. Den 18 oktober undertecknade han ett avtal varmed han avstod kiowaernas krav på land i Colorado, New Mexico och Kansas och förband sig att tillsammans med comancherna permanent dra sig tillbaka söder om Arkansas River, d.v.s. till det som senare kom att bli kiowareservatet i Oklahoma. När Dohasan dog 1866 efterträddes han formellt av Guipago och därmed var fredsavtalet som Dohasan ingått inte längre värt någonting. Guipago och hans krigshövding Satanta hade nämligen en annan agenda än fredssträvaren Dohasan och redan samma år drabbades texasborna av Satantas första anfall.